# Prodeinodon kwangshiensis
Prodeinodon kwangshiensis es una especie del género dudoso  extinto Prodeinodon (“anterior al Deinodon”) es un género de dinosaurio terópodo probablemente carnosaurio, que vivió a mediados del período Cretácico, hace aproximadamente entre 110 y 100 millones de años, entre el Aptiense y Albiense en lo que es hoy Asia. Se conoce por cuatro dientes incompletos y una tibia, encontrados en la Formación Xinlong, China y nombrada en 1975 por Hou, Yeh y Zhao. Se puede identificar con seguridad a Theropoda pero probablemente no era el mismo tipo de terópodo que P. mongoliense. Podría representar un carcharodontosáurido estrechamente relacionado con Acrocanthosaurus.